# Bandera de la Cruz Roja
La Bandera de la Cruz Roja de Castro Urdiales es una regata de remo en banco fijo que se celebraba anualmente en Castro Urdiales, Cantabria.

## Historia

### 1979
La historia de la regata comenzó el 8 de julio de 1979 en la bahía de Castro Urdiales. Fue organizada por la Sociedad Deportiva de Remo Castro Urdiales a beneficio de la Cruz Roja local. Participaron la trainera local y otras cinco del País Vasco en dos tandas de tres embarcaciones cada una. En la primera bogaron Luchana-Erandio por la calle 1, Portugalete por la 2 y Luchana por la 3. En la segunda tanda Zumaya bogó por la calle 1, Castro por la 2 y Santurce por la 3. Los tiempos fueron:
1. Zumaya: 20:56:9/10
2. Santurce: 21:11
3. Algorta: 21:17:8/10
4. Castro: 22:06
5. Portugalete: 22:43:3/10
6. Luchana: 23:06

### 1980
La segunda edición se celebró el 18 de julio de 1980 con la participación de 6 tripulaciones que salieron en dos tandas de tres. En la primera tanda salió Portugalete por la calle 1, Santurce A por la 2 y Santurce B por la 3. En la segunda tanda bogaron Luchana por la 1, Algorta por la 2 y Castro por la 3. La clasificación final fue esta:
1. Santurce A: 20:32:3/10
2. Algorta: 20:38:1/10
3. Castro: 20:44:8/10
4. Santurce B: 20:58:5/10
5. Portugalete: 21:17:9/10
6. Luchana: 22:16:5/10

### 1981
La tercera edición se disputó el 25 de julio de 1981 y se adjudicó la regata la tripulación de Zumaya patroneada por Joseba Aristi. En la primera tanda bogó Kaiku por la calle 1, Algorta por la 2, Fuenterrabía por la 3 y Pedreña por la 4. En la segunda tanda bogó Portugalete por la 1, Mundaca y San Sebastián por la 2 y 3 respectivamente. En la tercera y última tanda bogó Castro, Zumaya, Astillero y Santurce por ese orden de balizas. 
Los resultados fueron estos:
1. Zumaya: 20:37:8/10
2. Castro: 20:44:7/10
3. Portugalete: 20:45:1/10
4. Algorta: 20:48:0
5. Mundaca: 20:52:6/10
6. Santurce B: 20:58:8/10
7. Kaiku: 20:59:5/10
8. San Sebastián: 21:04:1/10
9. Fuenterrabía: 21:07:0
10. Astillero: 21:23:3/10
11. Pedreña: 21:36:2/10

Los resultados de este año sirvieron para la confección de las tandas del Trofeo Portus Amanus que celebraba su 11.ª edición.

### 1982
En la cuarta edición se enfrentaron San Sebastián, Bermeo, Kaiku y Santurce en la misma tanda y Zumaya, Fuenterrabía, Algorta y Castro en la siguiente. Se celebró el 24 de julio a las 19 horas. La clasificación final fue esta:
1. Algorta: 20:40:0
2. Zumaya: 21:03:3/10
3. Bermeo: 21:28:6/10
4. Castro: 21:29:2/10
5. Santurce: 21:38:2/10
6. Fuenterrabía: 21:40:1/10
7. San Sebastián: 21:41:2/10
8. Kaiku: 21:16:4/10

### 1983
La quinta edición se celebró el 25 de julio de 1983. En esta edición la trainera local no tomó parte ya que no tenían suficientes remeros para la disputa de la competición, aunque posteriormente un grupo de veteranos tomó parte en algunas regatas del final de temporada. Los resultados en esta ocasión fueron estos:
1. Santurce: 21:31:6/10
2. Orio: 21:35:2/10
3. Zumaya: 21:50:6/10
4. Ciérvana: 22:18:5/10
5. Kaiku: 22:19:2/10
6. Mundaca: 22:27:6/10
7. Algorta: 22:30:1/10
8. Pedreña: 22:57:7/10

### 1984
La sexta edición se disputó el 30 de junio de 1984 y tomaron parte 12 embarcaciones que finalizaron así:
1. Zumaya: 20:49:4/10
2. Castro: 21:18:0
3. Orio: 21:21:3/10
4. Algorta: 21:27:3/10
5. Ciérvana: 22:39:5/10
6. Portugalete: 22:47:9/10
7. Kaiku: 22:50:8/10
8. Mundaca: 23:01:8/10
9. Camargo: 23:06:2/10
10. Fortuna: 23:13:4/10
11. Astillero: 23:42:6/10
12. Deusto: 24:48:5/10

## Palmarés
| N.º | Año        | Ganador  | Segundo  | Tercero     |
| --- | ---------- | -------- | -------- | ----------- |
| I   | 08-07-1979 | Zumaya   | Santurce | Algorta     |
| II  | 18-07-1980 | Santurce | Algorta  | Castro      |
| III | 25-07-1981 | Zumaya   | Castro   | Portugalete |
| IV  | 24-07-1982 | Algorta  | Zumaya   | Bermeo      |
| V   | 25-07-1983 | Santurce | Orio     | Zumaya      |
| VI  | 30-06-1984 | Zumaya   | Castro   | Orio        |